# Roy Calne
Roy Yorke Calne, né le 30 décembre 1930 à Richmond (dans le Surrey à l'époque) et mort le 6 janvier 2024 à Cambridge, est un chirurgien et professeur de chirurgie britannique, pionnier de la transplantation d'organes.

## Biographie

### Carrière
Roy Calne étudie la médecine au Guy's Hospital, près de Londres, puis enseigne l'anatomie à l'université d'Oxford à partir de 1955. Il est chirurgien au Royal Free Hospital et commence à expérimenter les greffes rénales chez le chien.
Il est Harkness Fellow (en) à la Harvard Medical School en 1960-1961 et, de 1965 à 1998, professeur de chirurgie à l'université de Cambridge où il met en place le programme de transplantation rénale. Il a été également professeur de chirurgie de la National University of Singapore.

### Apports à la médecine
Roy Calne pratique la première greffe du foie en Europe en 1968. Ses procédures chirurgicales ont également menée à d'autres succès pionniers : la première transplantation mondiale du foie, du cœur et poumon en 1987 ; la première transplantation d'intestin au Royaume-Uni en 1992, et la première transplantation combinée estomac, intestin, pancréas, foie et reins en 1994.
La plus grande partie de son travail, autre que chirurgical, a été l'amélioration des techniques d'immunosuppression pour prolonger la vie des greffés du foie. Il a introduit en particulier dès le début des années 1960 la 6-mercaptopurine comme immunosupresseur et teste la cyclosporine à la fin des années 1970, puis le sirolimus à la fin des années 1990.

### Art
Roy Calne est un artiste et est membre du groupe d'art Group 90 (en) à Singapour. Il peint ainsi ses patients après avoir vu l'un de ceux-ci, transplanté hépatique, faire une série d'autoportraits dans les suites immédiates de l'intervention.
Il est représenté par Shalini Ganendra (en) Fine Art qui a introduit ses œuvres en Asie du Sud-Est.

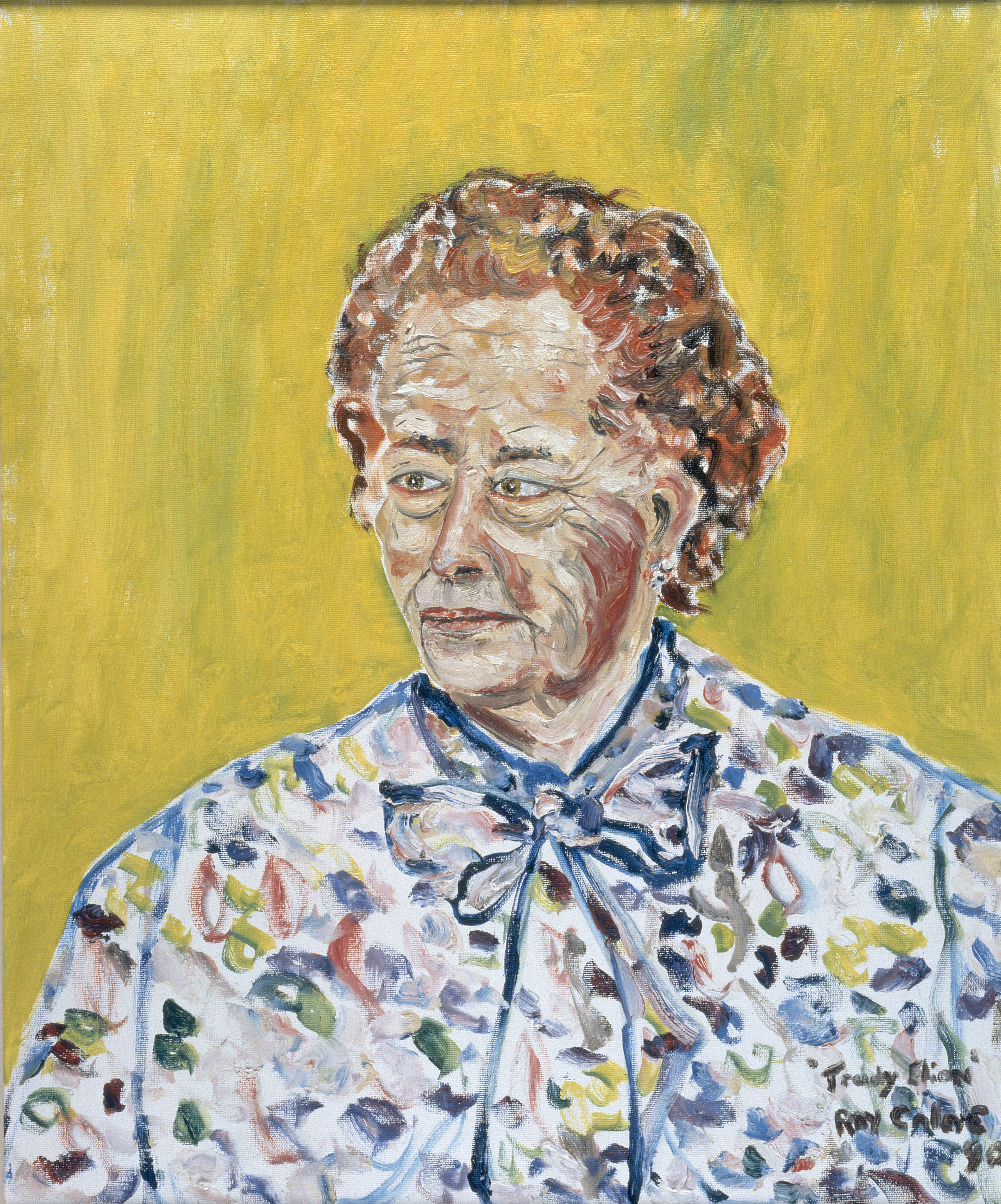
Gertrude Elion, huile, 1990.
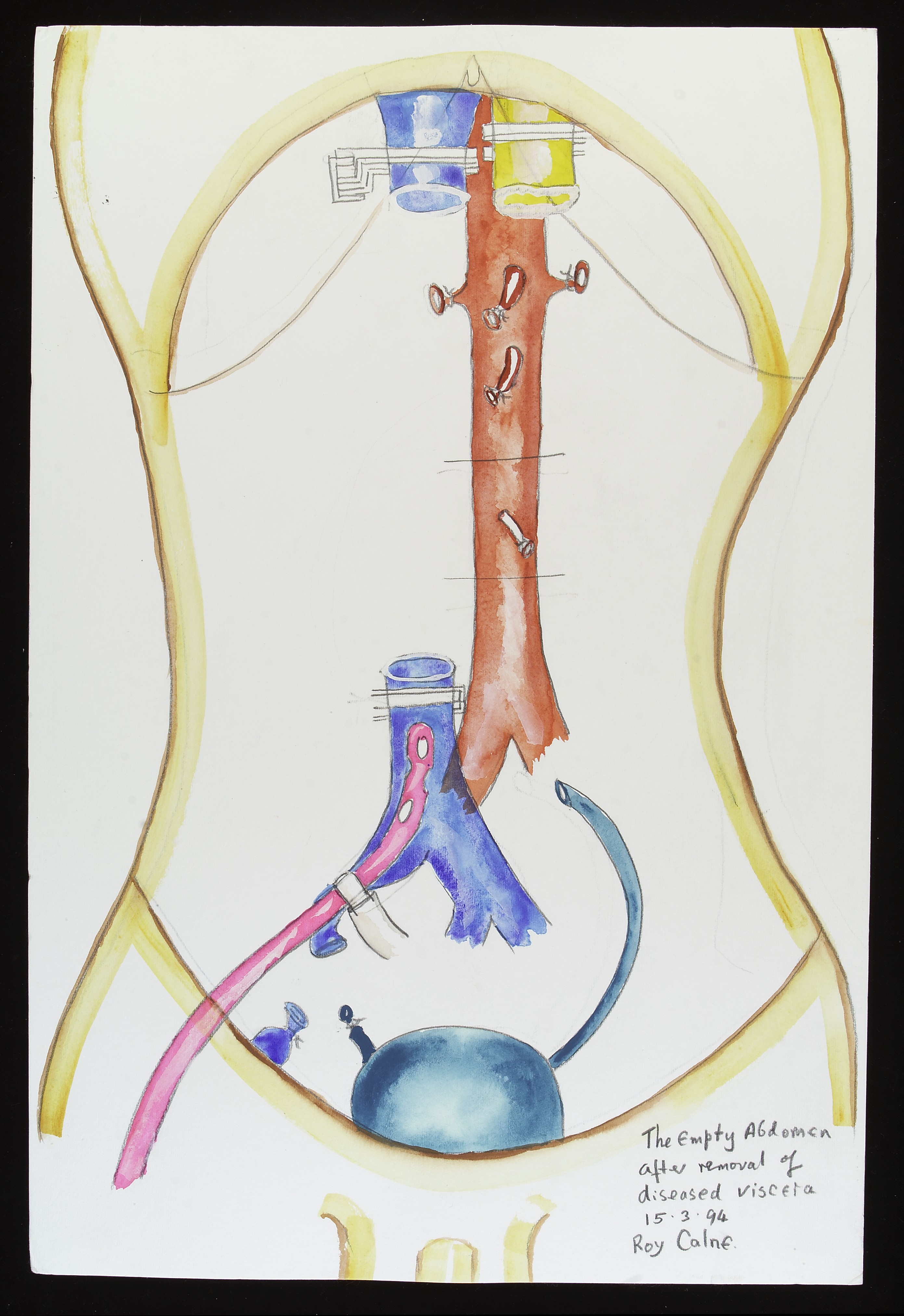
Un abdomen vide pendant une transplantaion de six organes, aquarelle, 1994.

### Mort
Roy Calne meurt le 6 janvier 2024 à Cambridge, à l’âge de 93 ans.

## Distinctions
Roy Calne est élu à la Royal Society en 1974. Il reçoit en 1984 la Lister Medal (en) pour ses contributions à la chirurgie. Le Lister Oration correspondant lui est donné le 21 mai 1985 au Royal College of Surgeons of England et est nommé Organ transplantation: from laboratory to clinic.
Il est fait Knight Bachelor en 1986. En 1990 il reçoit la Ellison-Cliffe Medal (en) de la Royal Society of Medicine. Son portrait, commandé par la National Portrait Gallery, est peint par John Bellany (en) en 1991. En 2002, il reçoit le prix Prince Mahidol. En 2012, Calne reçoit le prix Albert-Lasker pour la recherche médicale clinique (Lasker-DeBakey Clinical Medical Research Award) pour « le développement de la transplantation du foie, ce qui a rendu une vie normale à des milliers de patients atteints de maladie du foie au stade terminal. »
Roy Calne est un Distinguished Supporter de la British Humanist Association et vice-président honoraire du Cambridge University Lawn Tennis Club (en).

## Publications
- (en) Harold Ellis, Roy Calne et Watson Christopher, Lecture notes on general surgery (Twelfth edition), Oxford, Wiley Blackwell, 2011, 432 p. (ISBN 978-1-4443-3440-1)
- (en) Roy Calne, A Gift of Life : Observations on Organ Transplantation, New York, Basic Books, 1970 (ISBN 978-0-465-02675-3 et 0-465-02675-3)
- (en) Roy Calne, Art, Surgery and Transplantation, Londres, Williams & Wilkins Europe, 1996, 227 p. (ISBN 978-0-683-23094-9 et 0-683-23094-8)